# Степные зори
«Степные зори» («Государственный глаз») — советский кинофильм 1953 года, снятый режиссёром Леоном Сааковым по одноимённой повести Бориса Бедного.
Фильм получил разрешительное удостоверение от 25 марта 1953 года для всесоюзного проката кроме Москвы, Ленинграда и столиц союзных республик, но затем Министерство культуры СССР наложило полный запрет на выпуск картины «ввиду крайне низкого идейно-художественного уровня». По мнению киноведов Евгения Марголита и Вячеслава Шмырова: «фильм, сделанный по всем канонам теории бесконфликтности и борьбы хорошего с лучшим в новых политических условиях потерял всякую актуальность». Фильм на долгие годы лег на «полку».
«Рядовой, типично советский фильм» («Финно-Угорская газета»).

## Сюжет
На работу в деревню по распределению приезжает девушка - молодой специалист. Она начинает работать в передовой комсомольской полеводческой бригаде. Фильм был раскритикован и на экраны не выпущен.

## В ролях
- Ия Арепина — Варя
- Лев Фричинский — Стёпа, комсорг
- Николай Москаленко — Алексей
- Юрий Саранцев — Пшеницын
- Борис Рунге — Гриша
- Римма Шорохова — Ольга
- Инесса Канашевская — Нюся
- Павел Волков — Нестеренко
- Валентина Телегина — Федосья
- Георгий Гумилевский — Павел Савельевич
- Владимир Уральский — дед Герасим
- Леонид Кмит
- Игорь Безяев — Филька-гармонист
- Екатерина Савинова
- Маргарита Жарова
- Александра Харитонова
- Александр Суснин — тракторист
- Зинаида Сорочинская — девушка (нет в титрах)

## Съёмочная группа
- Режиссёр — Леон Сааков
- Сценарист — Борис Бедный
- Оператор — Юлий Кун
- Композитор — Анатолий Лепин
- Художник — Евгений Черняев